# 266e régiment d'aviation d'assaut de la Garde
Pour les articles homonymes, voir 266e régiment.
Le 266e régiment d'aviation d'assaut de la Garde (en russe : 266-й гвардейский штурмовой авиационный полк) de son nom complet le 266e régiment d'aviation d'assaut indépendant de la Garde de l'ordre du Drapeau rouge nommé d'après la République populaire mongole (en russe : 266-й отдельный штурмовой авиационный Краснознамённый полк имени Монгольской Народной Республики, abrégé en russe : 266 ошап) est une unité aérienne de l'armée de l'air russe, branche des forces aérospatiales (no   d'unité ?).

## Noms successifs
- 266e régiment d'aviation de chasse[2];
- 266e régiment d'aviation de chasse de défense aérienne[2],[3];
- 266e régiment d'aviation de chasse (1967)[2],[3];
- 266e régiment d'aviation de chasseurs-bombardiers (1967)[2],[3];
- 266e régiment d'aviation de chasseurs-bombardiers (1976)[2],[3];
- 266e régiment d'aviation de chasseurs-bombardiers de l'ordre du Drapeau rouge (1968)[3];
- 266e régiment d'aviation de chasseurs-bombardiers de l'ordre du Drapeau rouge nommé d'après la République populaire mongole (1968)[3];
- 266e régiment d'aviation d'assaut indépendant de l'ordre du Drapeau rouge nommé d'après la République populaire mongole (1995)[2],[3];
- Unité militaire no 26312 (poste de campagne)[2];
- Unité militaire no 25966 (1949) [3];
- Unité militaire no 19006 (1969) [3];
- Unité militaire no 45097 (1990)[3].

## Historique
Le 266e régiment d'aviation de chasse est formé le 14 avril 1941 au sein de la 71e division d'aviation de chasse du district militaire transcaucasien. Équipé d'avions I-16, sa garnison est située sur l'aérodrome d'Adjikabul en RSS d'Azerbaïdjan. L'unité rejoint ensuite le 8e corps aérien de chasse de défense aérienne dans la région de Bakou. Le 5 avril 1942, l'unité intègre l'Armée de défense aérienne de Bakou (en) de la zone de défense aérienne transcaucasienne, créée à la suite de la réorganisation de la défense aérienne régionale de Bakou.

### Seconde Guerre mondiale
À la suite de l'entrée en guerre de l'URSS dans la Seconde Guerre mondiale, le 2e escadron d'aviation de chasse « Arat mongol » est formé en 1943, composé majoritairement de soldats issus du peuple mongol.
Le 31 juillet 1942, le régiment est mobilisé contre l'armée allemande et équipé des avions I-16, MiG-3, Yak-1 et Hurricane. Le 31 août, le régiment remporte sa première victoire sur le front : le sergent M. D. Bikov (aux commandes d'un I-16) abat un avion de reconnaissance allemand Focke-Wulf Fw 190 Würger lors d'une bataille aérienne près de la ville de Goudermes. Le 7 janvier 1943, l'unité rejoint la 105e division d'aviation de chasse de défense aérienne (ru) de la région de défense aérienne de Rostov.
Le 29 juin 1943, le régiment rejoint avec la 105e division le nouveau front de défense aérienne ouest. Le 10 juillet 1943, l'unité est transférée dans le 10e corps de chasse de défense aérienne de la région de défense aérienne de Rostov, déployée sur la base de la 105e division du front de défense aérienne ouest. En juin 1943, le régiment est recomplété avec des chasseurs américains Airacobra. Du 20 juillet au 10 août 1943, ses pilotes participent à l'offensive du Donbass.
En décembre 1943, à l'occasion du second anniversaire de la formation du 2e régiment d'aviation de la Garde, une délégation rencontre les pilotes de l'escadron « Arat mongol ». À leur tour, ils remettent une lettre de gratitude aux habitants de la République populaire mongole, citant leurs exploits pendant la guerre.
Le 10 août 1943, le régiment reprend du service dans le 10e corps de chasse de défense aérienne à bord d'avions Yak-1, Airacobra et Hurricane.
En avril 1944, à la suite d'une réorganisation des forces de défense aérienne, l'unité rejoint le 11e corps de défense aérienne du front de défense aérienne sud (formé le 29 mars 1944 par la fusion des fronts de défense aérienne est et ouest). Cependant, en juillet 1944, le 10e corps de défense aérienne absorbe le régiment. Jusqu'à la fin de la guerre, celui-ci fera partie du 10e corps.
Le régiment fut mobilisé du 31 juillet 1942 au 31 décembre 1944.

#### Activités de combat sur le front de l'Est
- Missions achevées : plus de 2 000[2]
- Batailles aériennes menées : 1 549
- Avions ennemis abattus : 52, dont :
  - bombardiers : 40
  - chasseurs : 9
  - éclaireurs : 3
- Ballons ennemis abattus : 1
- Cibles détruites :
  - Véhicules : 5
  - Canon : 1
- Pertes au combat :
  - Pilotes : 5
  - Avions : 7

### Après-guerre

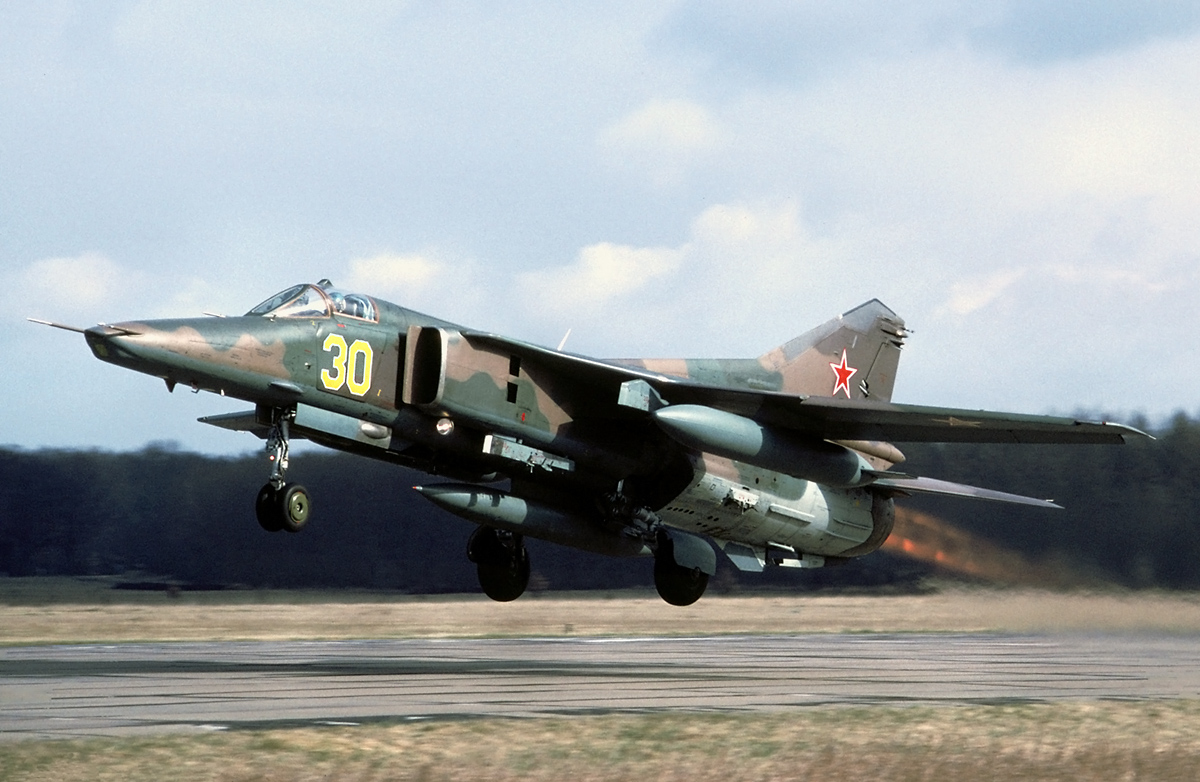
Le MiG-27 fait son entrée en service dans le régiment en 1979.

À la fin de la guerre, l'escadron est basé à l'aérodrome de Großenhain (Allemagne), avant d'être transféré le 1er juin 1945 à l'aérodrome de Kbely (Tchécoslovaquie), puis le 22 août 1945 sur l'aérodrome de Sambatel (Hongrie). Le 15 décembre 1945, dans le cadre de la dissolution de la 322e division d'aviation de chasse, le régiment rejoint la 8e division d'aviation de chasse de la Garde, et est transféré à l'aérodrome de Győr (Hongrie) le 21 mai 1946, à l'aérodrome de Székesfehérvár en mai 1947, puis enfin à l'aérodrome de Kenyeri.
Le 10e corps d'aviation de chasse de défense aérienne est réorganisé le 24 janvier 1946 en 121e division d'aviation de chasse de défense aérienne, le régiment étant inclus dans sa nouvelle composition. En mars 1960, à la suite de la dissolution de la 121e division, le régiment rejoint la 19e division de défense aérienne. Au début de 1968, le régiment est transféré de la 19e division de défense aérienne de la 57e armée aérienne (en) du district militaire des Carpates.
Le 3 juillet 1968, le 266e régiment intègre de nouveau l'escadron « Arat mongol », retiré du 2e régiment d'aviation de chasseurs-bombardiers de la Garde. À cette occasion, le régiment reçoit le titre honorifique « nommé d'après la République populaire mongole ».
En mars 1968, le régiment est transféré dans la 23e armée aérienne (en) du district militaire de Transbaïkalie et prend ses quartiers sur l'aérodrome de Nalaikh en Mongolie le 21 juillet 1968. Vers 1971, le régiment reçoit des MiG-21PF, MiG-21PFM et MiG-21bis.
Au début des années 1980, le régiment accueille ses premiers MiG-23BM provenant du 236e régiment d'aviation de chasseurs-bombardiers de l'aérodrome de Hradčany en Tchécoslovaquie. Depuis 1980, le 1er escadron du régiment pilote le MiG-23BM, les 2e et 3e escadrons continuant de servir sur le MiG-21. La même année, le second lot de MiG-23BM du 300e régiment d'aviation de chasse (ru) équipe le 266e régiment depuis l'aérodrome de Pereïaslavka. L'escadron « Arat mongol » reçoit le MiG-27K en 1981-1982.
En juin 1990, le 266e régiment est transféré sur l'aérodrome de Step (en). Le régiment est équipé de chasseurs-bombardiers MiG-27K ; ceux-ci sont remplacés à l'automne 1993 par des Su-25. En 1995, l'unité est réorganisée en 266e régiment d'aviation d'assaut indépendant de l'ordre du Drapeau rouge nommé d'après la République populaire mongole.
En 1998, après un nouveau changement de nom, l'unité rejoint la 21e division d'aviation mixte de la 50e force aérienne indépendante de la Garde et du corps de défense aérienne du district militaire de Transbaïkalie.

### XXIesiècle
Dans le cadre de la poursuite de la réforme des forces armées russes conformément aux instructions de l'état-major général du 19 juin 2010 et à la directive de l'état-major de l'armée de l'air d'août 2010, l'unité est transformée en 412e base aérienne le 1er décembre 2010. La base comprend du personnel et du matériel aéronautique de l'ancien 266e régiment d'assaut, du 120e régiment de chasse et du 112e régiment d'hélicoptères indépendant.
Le 1er décembre 2014, la 412e base aérienne est réorganisée en 120e régiment indépendant d'aviation mixte, conservant le 2e escadron d'attaque « Arat Mongol ». Le 266e régiment d'aviation d'assaut est ensuite rétabli peu avant l'année 2015.
Lors de l'invasion de l'Ukraine par la Russie à partir de février 2022, le colonel Rouslan Roudnev (commandant) et le lieutenant-colonel Oleg Chervov (commandant adjoint), sont tués au combat. L'unité opère dans les environs du raïon de Boutcha lors de l'offensive de Kiev en mars 2022.
Par décret no 147 du Président de la fédération de Russie du 9 mars 2023, le régiment reçoit le titre honorifique de la « Garde ».

## Commandant
- Lieutenant-colonel Alexandre Arkhipovitch Titov (5 juillet 1941 - 31 décembre 1945)[2];
- Colonel Jivtsov (août 1970) ;
- Lieutenant-colonel Antonov (août 1970) ;
- Lieutenant-colonel Vladimir Ivanovitch Tchaïka (1973) ;
- Colonel Vitali Innokentievitch Koudriatchov (1973-1977) ;
- Colonel Tkachenko (?) ;
- Colonel Zavrajnov (?) ;
- Colonel Sergueï Semionovitch Romanteïev (1987-1990) ;
- Colonel Valeri Temerov (?)[11] ;
- Colonel Rouslan Roudnev (? - † 2022)[7]
- Lieutenant-colonel de la Garde Oleg Viktorovitch Iarkine (depuis 2022).